# Islam Dudayev
Islam Dudayev (en ruso: Ислам Дудаев; 15 de enero de 1995) es un deportista albanés de origen checheno que compite en lucha libre.
Participó en los Juegos Olímpicos de París 2024, obteniendo una medalla de bronce en la categoría de 65 kg. Ganó dos medallas en el Campeonato Europeo de Lucha, en los años 2022 y 2024, ambas en la categoría de 65 kg.

## Palmarés internacional
| Juegos Olímpicos   | Juegos Olímpicos   | Juegos Olímpicos  | Juegos Olímpicos |
| Año                | Lugar              | Medalla           | Categoría        |
| ------------------ | ------------------ | ----------------- | ---------------- |
| 2024               | París (Francia)    | Medalla de bronce | 65 kg            |
| Campeonato Europeo |                    |                   |                  |
| Año                | Lugar              | Medalla           | Categoría        |
| 2022               | Budapest (Hungría) | Medalla de bronce | 65 kg            |
| 2024               | Bucarest (Rumania) | Medalla de oro    | 65 kg            |